# 烏克蘭僑民

Map of the Ukrainian diaspora in the world.
Ukraine
+ 1,000,000
+ 100,000
+ 10,000
+ 1,000

烏克蘭僑民是指居住在乌克兰境外世界各地的乌克兰人及其后裔，特别是那些与祖先的土地保持着某种联系并在自己的当地社区中保持着乌克兰民族认同感的人。乌克兰人散居在世界各地，尤其是在后苏联国家、加拿大、波兰、美国、英国和巴西的人數比較多。

## 外部鏈接
- 维基共享资源上的相關多媒體資源：烏克蘭僑民